# 百色厅
百色厅，中国清朝时设置的厅。
雍正七年（1729年）置，治所在今广西壮族自治区百色市。属思恩府。辖境当今百色市、巴马瑶族自治县等地。光绪元年（1875年）升为百色直隶厅，属广西省。1912年升为百色府。 